# آدیپوروش
آدیپوروش (به هندی: Adipurush) (به انگلیسی: First man) فیلم فانتزی اکشن هندی است که بر اساس حماسه باستانی هندو رامایانا ساخته شده و در سال ۲۰۲۳ به اکران درآمد. کارگردانی این فیلم بر عهده ام راوت بوده‌است. بازیگران اصلی فیلم پرابهاس، سیف علی خان، کریتی سانون، سانی سینگ و دوداتا ناگه می‌باشند. فیلمبرداری اصلی که به‌طور عمده در بمبئی انجام گرفت، در ماه فوریه ۲۰۲۱ شروع شد و در ماه نوامبر همان سال خاتمه پیدا کرد. بودجه تخصیص یافته برای ساخت این فیلم بالغ بر ۵۰۰ کرور روپیه (۶۳ میلیون دلار آمریکا)- ۷۰۰ کرور روپیه (۸۸ میلیون دلار آمریکا) بود که این فیلم را در فهرست پرهزینه‌ترین فیلم‌های هندی قرار داد.

## نکته
1. ↑  در حالیکه واژه آدیپوروش به صورت تحت الفظی به معنی «اولین مرد» می‌باشد، راوت در این فیلم این واژه را به معنی «بهترین مرد» تلقی کرد.[۸]